# Salim Abdool Karim
Salim Safurdeen Abdool Karim (África do Sul, 29 de setembro de 1960) é um epidemiologista sul-africano, especialista em doenças infecciosas.
Abdool Karim é professor da Universidade de KwaZulu-Natal, na África do Sul, e da Universidade Columbia, nos Estados Unidos.
Recebeu o Reebok Human Rights Award em 1988. Foi eleito membro da Royal Society em 2019.

## Organizações
- membro da Academia de Ciências da África do Sul
- membro da Academia Africana de Ciências
- membro da Academia de Microbiologia dos Estados Unidos
- associado estrangeiro do Institute of Medicine
- membro da Royal Society of South Africa
- ex-presidente do South African Medical Research Council
- membro do TWAS
- membro da Academia Nacional de Medicina dos Estados Unidos